# Victor Eeckhout
Pour les articles homonymes, voir Eeckhout.

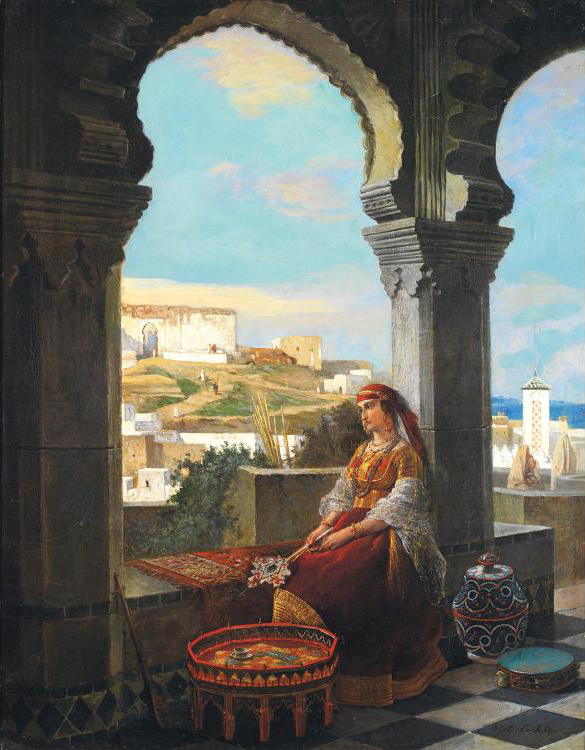
Jeune Marocaine pensive sur la terrasse.

Victor Eeckhout, né en 1821 à Anvers et mort en 1879 à Tanger, est un peintre belge connu pour ses œuvres de genre et ses peintures à thème orientaliste. 

## Biographie
Victor Eeckhout naît en 1821 à Anvers. Il est le fils du peintre Jacob Joseph Eeckhout. 
En 1831 ses parents s'installe à La Haye, où son père est nommé directeur de l'académie des beaux-arts locale en 1839.
Son père lui donne sa première éducation artistique.
En 1848, il arrive à Bruxelles où il participe à des salons d'art.
Il passe les années 1865 et 1866 à Paris. Il s'installe ensuite dans la ville côtière marocaine de Tanger, où il est reste à vie.
Il voyage en Orient, une source d'inspiration majeure pour bon nombre de ses œuvres. Il est amoureux du Maroc et le trouve beaucoup plus intéressant et avec plus de personnages qu'Alger. Au Maroc, il rencontre l'artiste, Jean Portaels, et les deux hommes passent du temps à boire du thé à la menthe et à discuter d'art.
Au Maroc, il se consacre exclusivement à la peinture de l'orientalisme. Il peint des scènes de genre de la vie de simples Arabes, mais pas des scènes de harem à la mode. Il est membre fondateur de la Société royale belge des aquarellistes. 
Il meurt en 1879 à Tanger.

## Œuvres
Sélection de peintures
- L'entrée du souk, Tanger, 1869[3]
- Ruines de Tanger, [4]
- Cérémonie à Tanger[5]
- Le Lendemain du Rhamadan au Maroc[6]
- Types pittoresques et scènes de la plage d'Ostende pendant la saison des bains de mer, Brugge/Oostende 1856

Galerie 

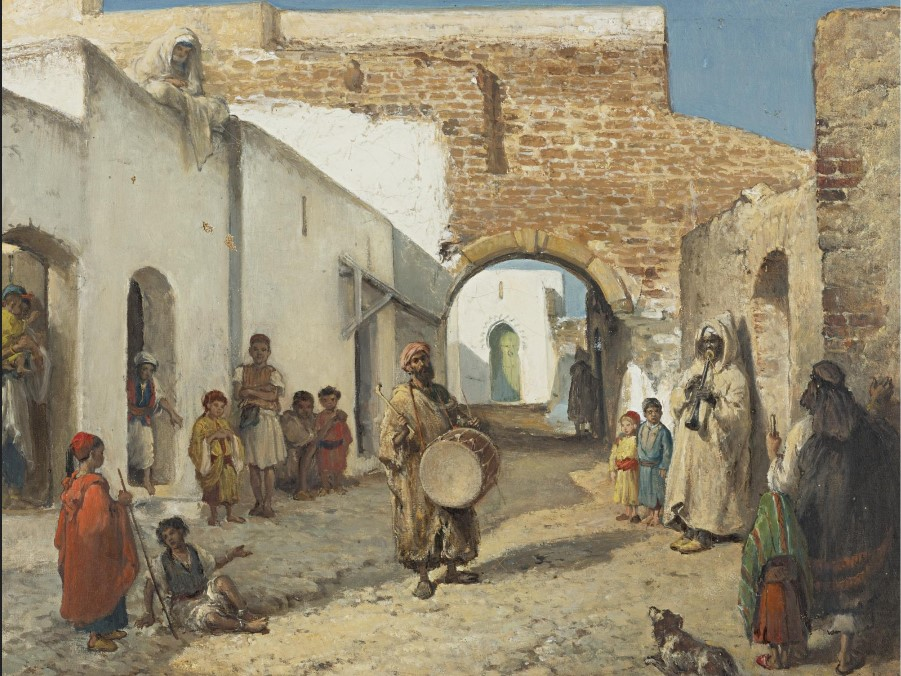
Les musiciens de Tanger, 1856-1879
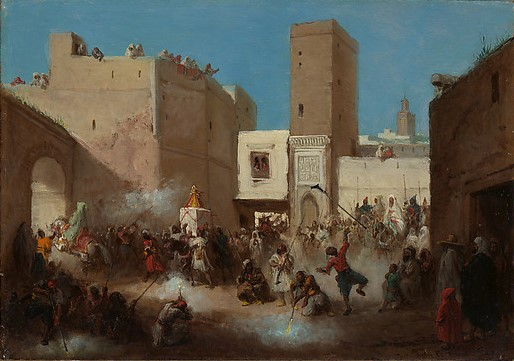
Procession de mariage à Fès, 1856-1879
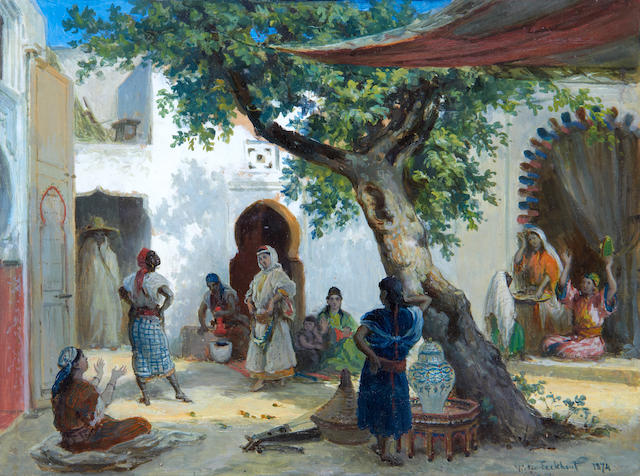
Danseurs dans la cour, 1874
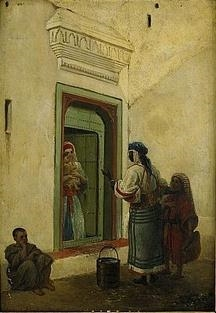
Conversation à Tanger